# Cristo en la cruz, en un paisaje de Toledo (El Greco)
Cristo en la cruz en un paisaje de Toledo, es un tema que quizás fuera más abundante en el corpus pictórico del Greco, pero solamente han llegado pocas obras hasta la actualidad, consideradas obras del Greco y/o de su taller. En las mejores versiones conservadas, la parte más interesante es el paisaje representado debajo y detrás de la Cruz, mientras que algunos críticos como Harold Wethey consideran que la figura de Cristo puede ser obra del taller con la colaboración del maestro.

## Temática de la obra
En estas variantes, el elegante paisaje es la parte más importante de las obras. La vista no corresponde ni a la Vista de Toledo, ni a la Vista y plano de Toledo. Las estructuras que hay a la izquierda de la cruz corresponden al conjunto de la Catedral de Toledo, mientras que a la derecha aparece el Puente de Alcántara. Los pequeños jinetes, uno de ellos con un estandarte, avanzan desde la izquierda, mientras que en las versiones de Cristo en la cruz, en un paisaje con jinetes los jinetes avanzan por la derecha.

### Versión de la Fundación Banco Santander
- Pintura al óleo sobre lienzo; 111 x 69 cm.;

- Catalogada por Harold Wethey con el n.º X-58 en su catálogo razonado de obras del Greco. Firmado con letras griegas en cursiva, en el pie de la cruz, pero esta firma es superficial y no puede ser considerada obra del maestro.[3]

Este cuadro es probablemente el prototipo de las otras obras que contienen el paisaje de Toledo. El cielo es negro, con toscas nubes blancas. El cuerpo de Cristo, a pesar de que está realizado por algún ayudante del Greco, está pintado con delicadeza, con una pincelada limpia, matizada y de ejecución precisa. Cristo parece que no esté sufriendo, más bien se eleva como una llamarada, y ni tan solamente los clavos parecen sujetarlo a la Cruz. 
El paisaje representado detrás de la cruz es magnífico, de una calidad muy superior al resto de la obra. El Greco representa edificios y elementos reales de Toledo, pero cambiándolos de situación y de tamaño relativo, componiendo con ellos una Jerusalén imaginaria, bañada por una luz fantasmagórica.

#### Procedencia

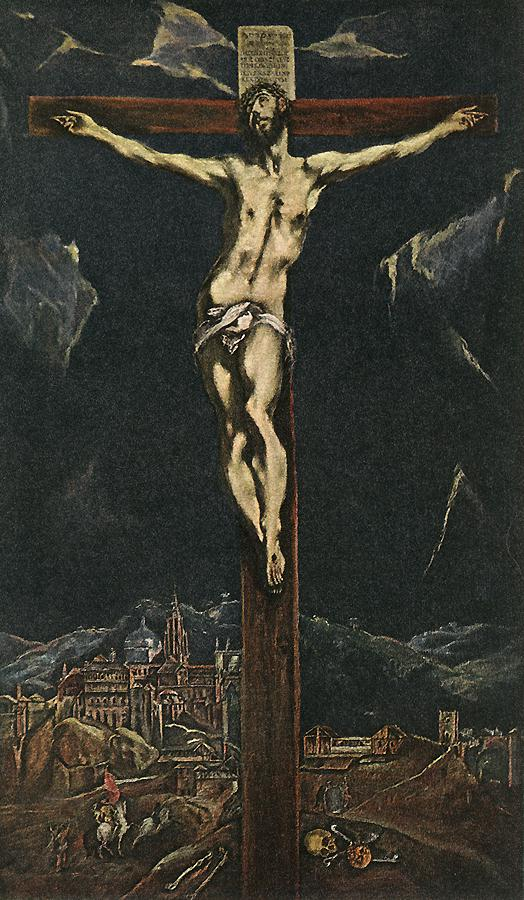
Christ on the Cross with a View of Toledo, versión del Museo de Arte de Cincinnati.

- Marqués de Urquijo, Madrid;
- Juan T. Gandarias; Madrid.

### Versión del Museo de Arte de Cincinnati.
- Museo de Arte de Cincinnati, Accession n º. 1932.5;[5]
- Pintura al óleo sobre lienzo;
- Datación: hacia 1610-1614;
- Dimensiones: 104 x 62 cm, según Wethey (104.1 x 61.9 cm, según el museo);
- Firmado con pequeñas letras griegas en cursiva, en el pie de la cruz, pero dicha firma está incompleta.
- Catalogada por Wethey con el n.º X-57 en su catálogo de obras del Greco.

En este lienzo hay dos pequeños ángeles en la lejanía, cerca de la tumba de Cristo. El cielo negro, las montañas de color verde oscuro, el terreno marrón y los edificios blancuzcos no corresponden a la manera habitual del Greco. Lo menos logrado de esta obra es el cuerpo de Cristo, pintado en blanco y negro de una forma un tanto torpe.

#### Procedencia
- Convento cerca de Toledo?
- José Rodríguez; Madrid.
- Mrs. H.B.St. George; Kingston, Inglaterra.
- Lionel Harris, Londres (1926)
- Durlacher; New York.
- Adquirido por el Museo, año 1932.